# Tour de l'Ain
El Tour de l'Ain (oficialmente: Tour de l'Ain - la route du Progrès) es una carrera ciclista profesional disputada anualmente en el departamento de Ain, en Francia, al lado de la frontera con Suiza.
Se disputa ininterrumpidamente desde 1989, aunque desde 1993 es una prueba para profesionales. Desde la primera edición hasta 1988 la prueba se llamó Premio de la Amistad (del francés Prix de l'Amitié). No fue hasta 1989 cuando adquirió su nombre actual. 
Se disputa sobre cuatro etapas, una de ellas contrarreloj. La prueba suele concluir en la ciudad de Belley y tiene un recorrido montañoso, recorriendo sus etapas la cordillera de Jura.
El primer ganador fue el amateur francés Denis Celle. El primer ganador profesional fue el también francés Emmanuel Magnien. En 2019, Thibault Pinot se convirtió en el primer ciclista en ganar dos veces la prueba.

## Palmarés

### Premio de la Amistad
| Año  | Ganador          | Segundo | Tercero |
| ---- | ---------------- | ------- | ------- |
| 1984 | Denis Celle      |         |         |
| 1985 | Sylvain Oskwarek |         |         |
| 1986 | Patrice Esnault  |         |         |
| 1987 | Laurent Biondi   |         |         |
| 1988 | Mauro Ribeiro    |         |         |

### Tour de l'Ain
| Año                     | Ganador              | Segundo            | Tercero                |
| ----------------------- | -------------------- | ------------------ | ---------------------- |
| ediciones amateur       |                      |                    |                        |
| 1989                    | Serge Pires-Leal     |                    |                        |
| 1990                    | Denis Moretti        | Patrick Vallet     | Andrzej Sypytkowski    |
| 1991                    | Éric Drubay          |                    |                        |
| 1992                    | Denis Leproux        | Jean-Luc Jonrond   | Thomas Bay             |
| ediciones profesionales |                      |                    |                        |
| 1993                    | Emmanuel Magnien     | Pascal Hervé       | Marc Thévenin          |
| 1994                    | Lylian Lebreton      | Gilles Delion      | Jean-Christophe Currit |
| 1995                    | Emmanuel Hubert      | Christophe Moreau  | Christophe Agnolutto   |
| 1996                    | David Delrieu        | Jean-Luc Masdupuy  | Christophe Rinero      |
| 1997                    | Bobby Julich         | Fabrice Gougot     | Yvon Ledanois          |
| 1998                    | Cristian Gasperoni   | Alessio Galletti   | Vincent Cali           |
| 1999                    | Grzegorz Gwiazdowski | Christopher Jenner | Maurizio De Pasquale   |
| 2000                    | Serguéi Yákovlev     | Thierry Loder      | Christopher Jenner     |
| 2001                    | Ivailo Gabrovski     | David Delrieu      | Christophe Oriol       |
| 2002                    | Christophe Oriol     | Richard Virenque   | Ludovic Turpin         |
| 2003                    | Axel Merckx          | Samuel Dumoulin    | Jérôme Pineau          |
| 2004                    | Jérôme Pineau        | Leif Hoste         | Jurgen Van Goolen      |
| 2005                    | Carl Naibo           | Ludovic Turpin     | Samuel Plouhinec       |
| 2006                    | Cyril Dessel         | Noan Lelarge       | Xavier Florencio       |
| 2007                    | John Gadret          | Ludovic Turpin     | Bauke Mollema          |
| 2008                    | Linus Gerdemann      | David Moncoutié    | Stéphane Goubert       |
| 2009                    | Rein Taaramäe        | Chris Horner       | David Moncoutié        |
| 2010                    | Haimar Zubeldia      | Wout Poels         | David Moncoutié        |
| 2011                    | David Moncoutié      | Wout Poels         | Leopold König          |
| 2012                    | Andrew Talansky      | Sergio Pardilla    | Dani Navarro           |
| 2013                    | Romain Bardet        | Luis León Sánchez  | John Gadret            |
| 2014                    | Bert-Jan Lindeman    | Romain Bardet      | Daniel Martin          |
| 2015                    | Alexandre Geniez     | Florian Vachon     | Pierre Latour          |
| 2016                    | Sam Oomen            | Bart De Clercq     | Pierre Latour          |
| 2017                    | Thibaut Pinot        | David Gaudu        | Alexandre Geniez       |
| 2018                    | Arthur Vichot        | Nicolas Edet       | Rein Taaramäe          |
| 2019                    | Thibaut Pinot        | Mathias Frank      | Rein Taaramäe          |
| 2020                    | Primož Roglič        | Egan Bernal        | Nairo Quintana         |
| 2021                    | Michael Storer       | Harm Vanhoucke     | Matteo Badilatti       |
| 2022                    | Guillaume Martin     | Mattias Skjelmose  | Rudy Molard            |
| 2023                    | Michael Storer       | Kenny Elissonde    | Nicolas Prodhomme      |
| 2024                    | Alexander Cepeda     | Rémi Capron        | Stefano Oldani         |
| 2025                    | Cian Uijtdebroeks    | Nicolas Prodhomme  | Ben Tulett             |

## Palmarés por países
- Solo se incluyen las ediciones del Tour de l'Ain (desde 1989)

| País           | Victorias |
| -------------- | --------- |
| Francia        | 20        |
| Estados Unidos | 2         |
| Países Bajos   | 2         |
| Australia      | 2         |
| Bélgica        | 2         |
| Italia         | 1         |
| Polonia        | 1         |
| Kazajistán     | 1         |
| Bulgaria       | 1         |
| Alemania       | 1         |
| Estonia        | 1         |
| España         | 1         |
| Eslovenia      | 1         |
| Ecuador        | 1         |